# هوانگ شیپینگ
هوانگ شیپینگ (انگلیسی: Huang Shiping؛ زادهٔ ۲۴ فوریهٔ ۱۹۶۳) تیرانداز اهل چین است.